# الدرجة العلمية عبر الإنترنت

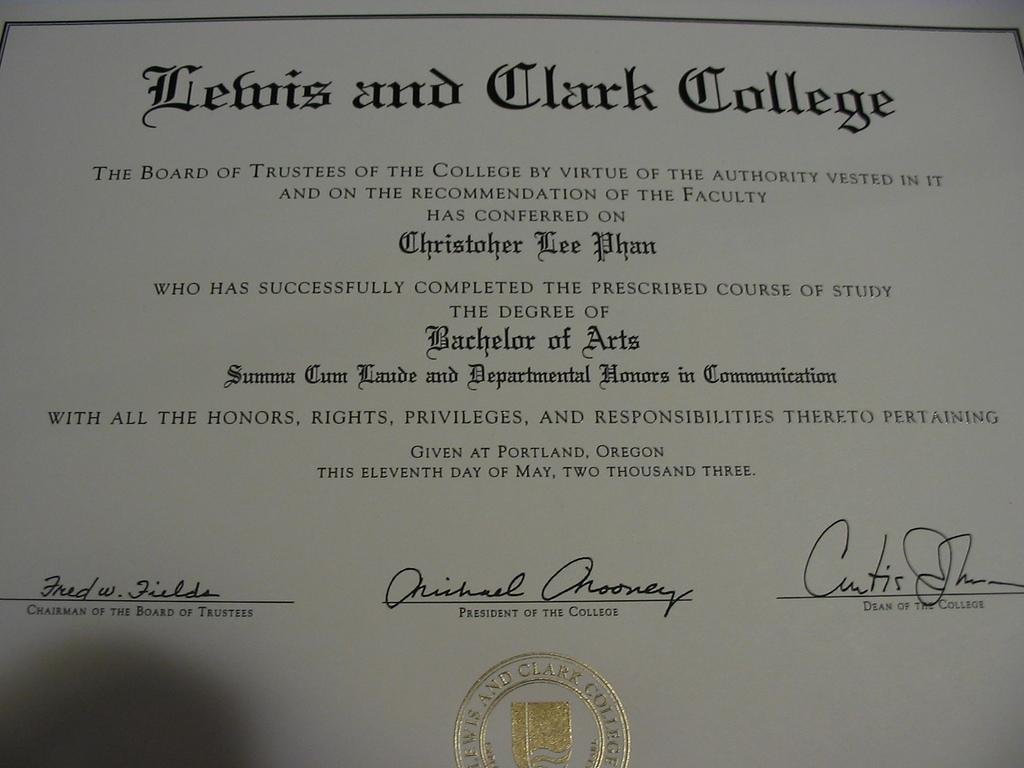
نموذج لشهادة بكالوريوس

الدرجة العلمية عبر الإنترنت هي درجة أكاديمية (عادة ًما تكون شهادة جامعية، ولكن في بعض الأحيان يتضمن المصطلح دبلومات المدارس الثانوية وبرامج الشهادة بدون درجات علمية) يمكن الحصول عليها بشكل أساسي أو كلي من خلال استخدام جهاز كمبيوتر متصل بالإنترنت، بدلاً من الالتحاق بالجامعة في بيئة الحرم الجامعي التقليدية. أدت التحسينات في التكنولوجيا، والاستخدام المتزايد للإنترنت في جميع أنحاء العالم، والحاجة إلى امتلاك جداول زمنية مرنة للجامعات أثناء عملهم إلى انتشار الكليات التي تمنح درجات الزمالة، والبكالوريوس، والماجستير، والدكتوراة عبر الإنترنت.

## الاعتماد الاكاديمي
إن الهدف من الاعتماد التعليمي - وفقًا لوزارة التعليم الأمريكية - هو التأكد من أن البرامج التي تقدمها مؤسسات التعليم العالي تفي بمستويات مقبولة من الجودة. وتصف الهيئة الأوروبية لضمان جودة التعليم العالي (ENQA) دور ضمان الجودة الخارجية في التعليم بأنه يجمع بين المساءلة بشأن طمأنة الجمهور والدور الموضوعي والتنموي لتعزيز الجودة في المؤسسات. ومن المهم تجنب المؤسسات الغير معتمدة المانحة للدبلوم - التي تقدم شهادات جامعية مزيفة - في مجال التعليم عبر الإنترنت؛ وذلك لأنها شائعة للأسف. يجب على الطلاب - الذين يسعون للحصول على شهادات جامعية صالحة عبر الإنترنت - الحصول على إثبات الاعتماد من هيئة اعتماد وطنية أو إقليمية مناسبة.
وفي الولايات المتحدة، حصلت الكليات المعتمدة بالكامل عبر الإنترنت على شكلٍ معترف به على نطاق واسع من الاعتماد الجامعي من أحد هيئات الاعتماد الإقليمية الستة، أو أحد هيئات الاعتماد الوطنية الستة، أو أحد هيئات الاعتماد الدينية الوطنية الأربعة. وإن لكل منطقة جغرافية من المناطق الستة في الولايات المتحدة هيئة اعتماد إقليمي واحد، وهي وكالة غير حكومية تشرف على المؤسسات المانحة للدرجات العلمية ومقراتها. 
وهناك معايير اعتماد وطنية وإقليمية أخرى خارج الولايات المتحدة، وقد تكون داعمة للتعليم عن بعد. على سبيل المثال، تم اعتماد جامعة أوبيرتا دي كاتالونيا أو جامعة كاتالونيا المفتوحة من قبل وكالة ضمان الجودة (AQU) في نظام الجامعة الكاتالونية (عضو كامل في الهيئة الأوروبية لضمان جودة التعليم العالي ENQA) منذ إنشائها في عام 1995، وقد تم تسميتها «قصة نجاح مهمة» باعتبارها أول جامعة افتراضية مستمرة ومستدامة في العالم. وبالمثل، اعتمد مجلس جوائز التدريب والتعليم العالي (HETAC) عددًا من الكليات والدرجات العلمية عبر الإنترنت في إيرلندا مثل كلية سيتانتا.

## الجودة
يمكّن التعليم الإلكتروني الأفراد الذين يعانون من إعاقات بدنية، والموظفين بدوام كامل، والأفراد العسكريين، والأشخاص الذين يعيشون في الخارج، والوالدين الملازمين للمنزل من الوصول إلى التعليم العالي المعتمد.
يختلف تصور جودة الدرجات العلمية عبر الإنترنت مقارنة ًبالدرجات العلمية في الحرم الجامعي، ولكنه تزايد في السنوات الأخيرة. في حين أن معظم الكليات الرئيسية على الإنترنت معتمدة محليًا، فإن التقدير العام لجودتها يعتبر محل نزاع. وقد أظهر استطلاع وطني لممثلي التوظيف وجود تفضيل تجاه الدرجات العلمية في الحرم الجامعي. وفي بعض الحالات، كان الموظفون التنفيذيون غير راغبين في النظر في مقدمي الطلبات الذين حصلوا على درجة علمية عبر الإنترنت. ويجادل بعض الخبراء بأن الدرجات العلمية في مجالات معينة تكون مقبولة على الإنترنت أكثر من غيرها، في حين أن بعض البرامج أقل ملاءمة للجامعات الإلكترونية فقط. ومن المشكلات الرئيسية للبرامج المعتمدة وذات السمعة الجيدة عبر الإنترنت هي انتشار البرامج الخاصة بها عبر الإنترنت فقط والتي تعرضت لانتقادات في السنوات الأخيرة. 
وجد استطلاع أجرته لجنة اعتماد التعليم عن بعد (DEAC) أن 100 ٪ من أرباب العمل الذين أجابوا على الاستطلاع شعروا أن خريجي برنامج التعليم عن بعد كان أداؤهم أفضل في العمل نتيجة لدرجاتهم العلمية (مقارنة ًبأدائهم السابق). بالإضافة إلى ذلك، شعر أرباب العمل أن الموظف الذي حصل على شهادة جامعية عن بعد قورن بشكل إيجابي - من حيث المعرفة المكتسبة - بشخص ٍحائز على شهادة جامعية محلية. ومن ناحيةٍ أخرى، ذكرت صحيفة وقائع التعليم العالي في يناير 2007 في استطلاع ٍلمتجر Vault Inc. أن 55 % من أرباب العمل يفضلون الدرجات العلمية التقليدية على الدرجات العلمية عبر الإنترنت، في حين أن 41 % من أرباب العمل قالوا إنهم سيولون اعتباراً متساوياً لكلا النوعين من الدرجات العلمية. 
وينشر اتحاد سلون - وهو منظمة تمولها مؤسسة ألفريد سلون للحفاظ على جودة التعليم عن بعد وتحسينه - تقارير منتظمة عن حالة التعليم عن بعد في الولايات المتحدة. وفي تقريره لعام 2006 بعنوان "ازدهار التعليم الإلكتروني في الولايات المتحدة عام 2006"، صرح بقيام 57 % من القادة الأكاديميين عام 2003 بتقدير نتائج التعلم في التعليم الإلكتروني على أنها مشابهة أو أعلى من تلك التي تتم في التعليم وجهًا لوجه، وأن هذا الرقم الآن أصبح 62%، وهي زيادة طفيفة ولكنها جديرة بالملاحظة ". 
ووفقًا لمقالة ستيف لوهر في صحيفة نيويورك تايمز، فقد تم إجراء دراسة رئيسية في عام 2009 بتمويل من وزارة التعليم. وكان البحث الذي تم جمعه في مدةٍ دامت اثني عشر عامًا قد خلص إلى نتيجةٍ مفادها أن التعلم عبر الإنترنت يتفوق على التدريس وجهاً لوجه في المتوسط بهامش خطأ صغير. 
وفي كثير ٍمن الحالات، يمكن تمييز الدرجة العلمية عبر الإنترنت - المكتسبة من خلال جامعة معتمدة عامة أو خاصة - بشكلٍ فعال عن الدرجة العلمية المكتسبة في برنامج ٍقائم على الحرم الجامعي - والذي يشار إليه أحيانًا بالدورات التقليدية على أرض الواقع. وغالبًا ما تكون التعليمات هي نفسها تمامًا كما هو الحال مع درجة علمية عبر الإنترنت والتي لا تحتوي على تعيين خاص. وعلى هذا النحو، غالبًا ما تكون حزم المساعدة المالية متاحة للطلاب عبر الإنترنت، مما ساعد على جعلها أكثر سهولة لمقدمي الطلبات التقليديين. وهناك مثال على برنامج لدرجة علمية لا يمكن تمييزه مثل الذي تقدمه جامعة كولومبيا، بحيث يحصل الطلاب - الذين يحصلون على درجة علمية من خلال شبكة الفيديو كولومبيا (CVN) - على نفس نوع الدرجة العلمية تمامًا مثل البرنامج القائم على الحرم الجامعي. ويكون هناك تطابق بين الأساتذة والمقررات والواجبات والاختبارات والسجل الدراسي النهائي والدبلومات وبين ما يتعلق بالطلاب الذين يدرسون في الحرم الجامعي. وهناك مثال آخر هو جامعة نيويورك تاندون أون لاين التي تقدم درجات الماجستير عبر الإنترنت بالكامل من خلال كلية الهندسة بجامعة نيويورك تاندون. 
وفي السنوات الأخيرة، عملت العديد من الجامعات الكبرى على توسيع برامج الإرشاد والتعليم عبر الإنترنت في إطار الجهود الرامية إلى إضفاء الشرعية على مجال التعليم عبر الإنترنت. 
في حين أن القبول في البرامج عبر الإنترنت في الجامعات المرموقة لم يشهد ارتفاعًا كبيرًا، فقد كان هناك توسع كبير في الدورات المعروضة في السنوات الأخيرة. وتقدم جميع جامعات رابطة اللبلاب (Ivy League) تقريبًا وأفضل 20 جامعة الآن برنامجًا واحدًا على الأقل من برامج الدراسات العليا أو الشهادات.

## انتشار التعليم عبر الإنترنت
أجرى المركز الوطني لإحصاءات التعليم (NCES) دراسة عن التعليم عن بعد استنادًا إلى العام الدراسي 2001-2002 في مؤسسات منح الدرجة العلمية لمدة عامين وأربعة أعوام في الولايات المتحدة، والتي كانت مؤهلة للحصول على المعونة الطلابية الفيدرالية الأمريكية. وقد أفادت الدراسة بأن 56 % من المؤسسات التي شملتها الدراسة قد قدمت دورات التعليم عن بعد. 
ووجدت الدراسة أيضا أن المؤسسات العامة كانت أكثر عرضة لتقديم التعليم عن بعد من المؤسسات الخاصة.
و أفاد The Sloan Consortium ، استنادًا إلى البيانات التي تم جمعها من أكثر من 2200 كلية وجامعة أمريكية، أن ما يقرب من 3.2 مليون طالب أخذوا دورة واحدة على الأقل عبر الإنترنت خلال عام 2005 (زيادة ملحوظة عن 2.3 مليون المبلغ عنها في عام 2004).  ووفقًا للتقرير نفسه، فإن حوالي ثلثي المؤسسات الكبرى لديها برامج كاملة عبر الإنترنت. في عام 2010، كان أكثر من 6 ملايين طالب يدرسون دورة واحدة على الأقل عبر الإنترنت. اعتبارًا من عام 2013، ارتفع عدد الطلاب المسجلين في الدورات عبر الإنترنت إلى أكثر من 6.7 مليون. 
وفقًا لمقالة ستيف لوهر في صحيفة نيويورك تايمز، تم إجراء دراسة رئيسية في عام 2009 بتمويل من وزارة التعليم.  كان البحث الذي تم جمعه من فترة 12 عامًا وخلص إلى أن التعلم عبر الإنترنت في المتوسط يتفوق على التدريس وجهاً لوجه بهامش صغير ولكنه إحصائي.

## مساعدة مالية
حتى عام 2006، لم يكن طلاب الولايات المتحدة المسجلين في برامج الشهادات عبر الإنترنت مؤهلين للحصول على مساعدة الطلاب الفيدرالية ما لم يكن نصف برامجهم على الأقل في الحرم الجامعي  (قانون أنشئ في عام 1992 ويعرف بقاعدة 50 في المائة). 
في فبراير 2006، تم إلغاء هذا القانون، مما جعل مساعدة الطلاب الفيدرالية في شكل قروض ومنح ودراسة عمل فيدرالية متوفرة في الولايات المتحدة للطلاب المسجلين في برنامج درجة مؤهل عبر الإنترنت في مؤسسة معتمدة مؤهلة للباب الرابع.